# (27130) Dipaola
(27130) Dipaola est un astéroïde de la ceinture principale.

## Description
(27130) Dipaola est un astéroïde de la ceinture principale. Il fut découvert le 8 décembre 1998 à San Marcello Pistoiese par Andrea Boattini et Maura Tombelli. Il présente une orbite caractérisée par un demi-grand axe de 2,53 UA, une excentricité de 0,20 et une inclinaison de 4,2° par rapport à l'écliptique.

## Compléments